# Caribou (rivière)
Pour les articles homonymes, voir Caribou (homonymie) et Rivière Caribou.
La rivière Caribou est un cours d'eau d'Alaska aux États-Unis situé dans le borough des Aléoutiennes orientales.

## Description
Longue de 50 milles (80 km), elle prend sa source dans les montagnes Trader et coule en direction du nord-est en direction de Nelson Lagoon, à 32 milles (51 km) à l'ouest de Port Moller, au sud-ouest de la baie de Bristol.

## Sources
- (en) « Caribou (rivière) », Geographic Names Information System